# Episodi di Lucy ed io (quinta stagione)
La quinta stagione della serie televisiva Lucy ed io è stata trasmessa in anteprima negli Stati Uniti d'America dalla CBS tra il 3 ottobre 1955 e il 14 maggio 1956.
| nº | Titolo originale             | Titolo italiano | Prima TV USA     | Prima TV Italia |
| -- | ---------------------------- | --------------- | ---------------- | --------------- |
| 1  | Lucy Visits Grauman's        | Inedito         | 3 ottobre 1955   | Inedito         |
| 2  | Lucy and John Wayne          | Inedito         | 10 ottobre 1955  | Inedito         |
| 3  | Lucy and the Dummy           | Inedito         | 17 ottobre 1955  | Inedito         |
| 4  | Ricky Sells the Car          | Inedito         | 24 ottobre 1955  | Inedito         |
| 5  | The Great Train Robbery      | Inedito         | 31 ottobre 1955  | Inedito         |
| 6  | The Homecoming               | Inedito         | 7 novembre 1955  | Inedito         |
| 7  | The Ricardos Are Interviewed | Inedito         | 14 novembre 1955 | Inedito         |
| 8  | Lucy Goes to the Rodeo       | Inedito         | 28 novembre 1955 | Inedito         |
| 9  | Nursery School               | Inedito         | 5 dicembre 1955  | Inedito         |
| 10 | Ricky's European Booking     | Inedito         | 12 dicembre 1955 | Inedito         |
| 11 | The Passports                | Inedito         | 19 dicembre 1955 | Inedito         |
| 12 | Staten Island Ferry          | Inedito         | 2 gennaio 1956   | Inedito         |
| 13 | Bon Voyage                   | Inedito         | 16 gennaio 1956  | Inedito         |
| 14 | Second Honeymoon             | Inedito         | 23 gennaio 1956  | Inedito         |
| 15 | Lucy Meets the Queen         | Inedito         | 30 gennaio 1956  | Inedito         |
| 16 | The Fox Hunt                 | Inedito         | 6 febbraio 1956  | Inedito         |
| 17 | Lucy Goes to Scotland        | Inedito         | 20 febbraio 1956 | Inedito         |
| 18 | Paris at Last                | Inedito         | 27 febbraio 1956 | Inedito         |
| 19 | Lucy Meets Charles Boyer     | Inedito         | 5 marzo 1956     | Inedito         |
| 20 | Lucy Gets a Paris Gown       | Inedito         | 19 marzo 1956    | Inedito         |
| 21 | Lucy in the Swiss Alps       | Inedito         | 26 marzo 1956    | Inedito         |
| 22 | Lucy Gets Homesick in Italy  | Inedito         | 9 aprile 1956    | Inedito         |
| 23 | Lucy's Italian Movie         | Inedito         | 16 aprile 1956   | Inedito         |
| 24 | Lucy's Bicycle Trip          | Inedito         | 23 aprile 1956   | Inedito         |
| 25 | Lucy Goes to Monte Carlo     | Inedito         | 7 maggio 1956    | Inedito         |
| 26 | Return Home from Europe      | Inedito         | 14 maggio 1956   | Inedito         |